# Bruno Zanchi
Bruno Zanchi (ur. 10 listopada 1973) – włoski kolarz górski, dwukrotny medalista mistrzostw Europy.

## Kariera
Największy sukces w karierze Bruno Zanchi osiągnął w 1996 roku, kiedy zwyciężył w downhillu podczas mistrzostw Europy w Porto de Mós. W zawodach tych wyprzedził Szwajcara Rene Wildhabera oraz Szweda Kristiana Erikssona. Trzy lata wcześniej w Klosters został wicemistrzem Europy, ulegając jedynie Niemcowi Jürgenowi Sprichowi. Mimo kilkukrotnych startów na mistrzostwach świata nie zdołał zdobyć medalu; nigdy też nie wystąpił na igrzyskach olimpijskich. 